# Reise der Hoffnung
Reise der Hoffnung é um filme de drama suíço-turco de 1990 dirigido e escrito por Feride Çiçekoğlu e Xavier Koller. Foi indicado ao Oscar de melhor filme estrangeiro na edição de 1991, representando a Suíça.

## Elenco
- Necmettin Çobanoglu - Haydar Sener
- Nur Sürer - Meryem
- Emin Sivas - Mehmet Ali
- Yaman Okay - Turkmen
- Erdinc Akbas - Adama
- Mathias Gnädinger - Ramser
- Dietmar Schönherr - Massimo
- Andrea Zogg - Christen
- Erdal Merdan - Aldemir